# Dobryňa Nikitič

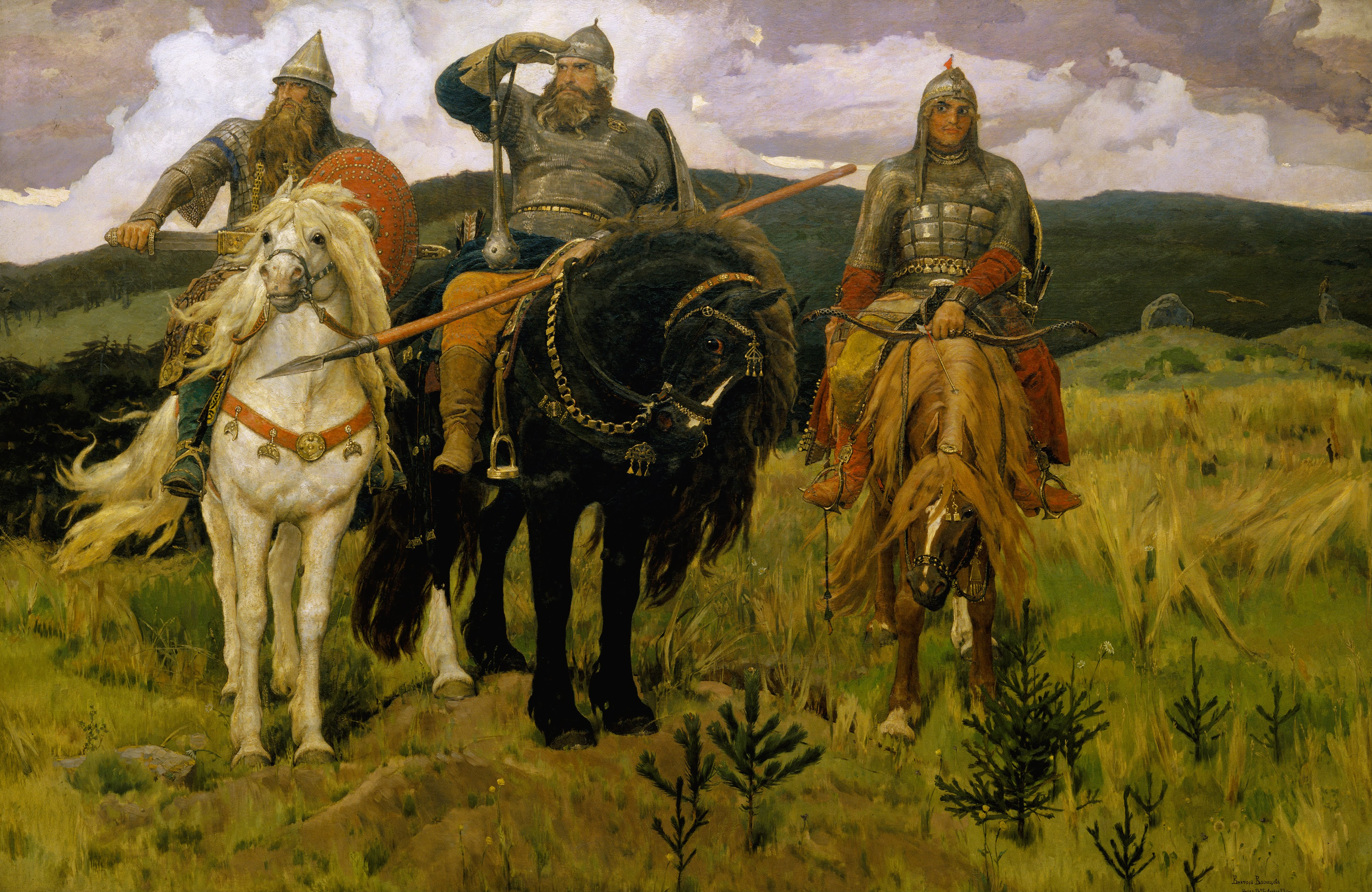
Viktor Vasněcov, Bohatýři, 1898, olej na plátně – zleva Dobryňa Nikitič, Ilja Muromec a Aljoša Popovič

Dobryňa Nikitič (rusky Добрыня Никитич) je bohatýr z ruských bylin, společně s Iljou Muromcem a Aljošou Popovičem považovaný za nejvýznamnějšího. Na rozdíl od ostatních bohatýrů kteří se s oblibou chvástají a chlubí, což často způsobuje jejich smrt, popisován jako „uctivý“ a „znalý“ a nikdy se nechvástá.
Dobryňovo narození bylo doprovázeno neobvyklými jevy: země se třásla, lesy se kácely, Dněpr vystoupil z břehů a po celé zemi se rozléhal řev zvířat. Byl vychován svou matkou Amelfou Timofejevnou, v sedmi letech se naučil číst a psát, ve dvanácti shromáždil družinu s kterou se vydával na výpravy. Podání o Dobryňově smrti se liší. Podle několika variant byliny Kamská bitva byl poražen poljanicí Latyngorkou a zachráněn Iljou Muromcem, v důsledku takové potupy však raději spáchal sebevraždu. Podle jiných potkal samotnou Smrt, která nedbala na jeho prosby o alespoň krátké prodloužení života, nebo se utopil ve Smorodině.
Dobryňa Nikitič je spojován s historickým Dobryňou, strýcem knížete Vladimíra. Ten byl původně horlivým pohanem, ale po svém přestoupení na křesťanství s vojvodou Putjatou obrátil Novgorod na nové náboženství ohněm a mečem. Zatímco některé detaily, jako spojení s šířením křesťanství, ukazují na to že toto propojení je reálné, jiné, například to že historický Dobryňa vystupuje v pramenech jako stařec, vedli N. P. Kvašnina-Savarina k názoru že jde o pouhou shodu jmen a bohatýra spojuje s historickým Andrichem Dobrjankem, o kterém však kromě násilné smrti roku 1004 není nic známo. Fjodor Buslajev, Leonid Majkov, Orest Miller a M. J. Chalanskij jsou názoru že kromě historického Dobryni se v bohatýrovi projevil také nějaký místní hrdina z Rjazaně.

## Drakobijce

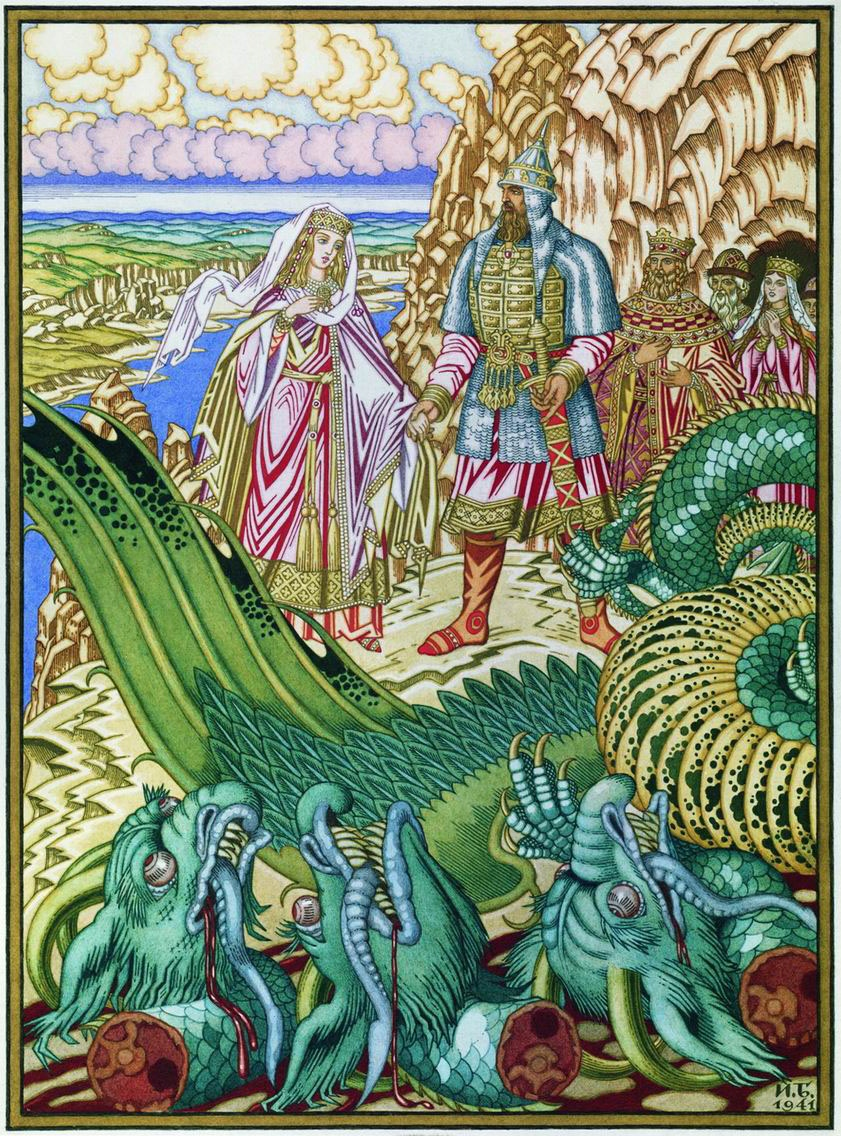
Ivan Bilibin, Dobryňa Nikitič zachraňuje Zabavu Putatičnu před Zmejem Gorynyčem

O Dobryňových vztazích s draky vypráví oblíbená bylina, která se vyskytuje ve více než stovce verzí. Bohatýr ve svém mládí navštěvoval horu obývanou těmito stvořeními a rozšlapával tam jejich mláďata, ač jej matka varovala, že si je nemá znepřátelit. Taktéž se měl na její radu střežit koupání v řece Puchaji, kde přebývala saň či drak, někdy identifikovaný jako Zmej Gorynič. Tato řeka tvořila hranici dračího území, valil se z ní dým a plameny, a samotný její proud byl rychlý a vařící. Dobryňa však znovu nedbal rady své matky a nahý do Puchaje skočil, načež se objevil drak. Neozbrojený bohatýr použil jako zbraň první věc, co měl po ruce – řecký klobouk, který naplnil pískem, a draka přemohl. Drak však stále žil, prosil o ušetření svého života a sliboval že už nebude lítat na Rus a tak jej Dobryňa nechal žít. Drak však svůj slib nesplnil a unesl v Kyjevě Zabavu Putatičnu, neteř knížete Vladimíra, a tak jej musel hrdina vydal porazit znovu. Tentokrát se na souboj vybavil kouzelnými předměty od své matky, hedvábným bičem a hedvábným kapesníkem. Po své výhře zničil hnízdo s dráčaty, osvobodil Zabavu a další zajaté Rusy.
Drak představuje v bylině tradičním duchu démonické stvoření obývající území mimo lidský svět, zároveň jej však lze interpretovat jako symbol pohanství. Dobryňa je příkladným křesťanským hrdinou, který se před bojem s drakem modlí k Bohu a svatému Mikuláši a řecký klobouk, kterým příšeru poráží, lze chápat jako symbol křesťanství, protože takovou pokrývku hlavu nosili poutníci a duchovní. Řeku Puchaj lze ztotožnit s Pochajnou v které byli roku 988 násilně pokřtěni obyvatelé Kyjeva, tuto událost lze taktéž spojit s historickým Dobryňou, kterému bylo přisuzováno pokřtění obyvatel Novgorodu v řece. Taktéž lze vidět analogie mezi touto bylinou a duchovními písněmi o svatém Jiří a svatém Teodorovi z Amaseje, kteří jsou taktéž drakobijci.

## Dobryňa a Marinka
Podle byliny Dobryňa a Marinka se hrdina poté, co byl po devíti letech propuštěn ze služby knížete Vladimíra bezstarostně toulal po Kyjevě. Opět však porušil matčino varování a vstoupil do uličky kde žila Marinka. Ta je označována za dívku či vdovu, ale především je sexuálně nevázanou a bezbožnou čarodějkou. Na parapetu Marinčina věže uviděl dva cukrující se holuby, které se z pohoršení pokusil zastřelit, ale netrefil se a šíp proletěl oknem čarodějky. Rozzlobená Marinka poté vzala drn, na kterém Dobryňa stál, vhodila jej do pece a pronesla milostné zaklínadlo, které způsobilo že se do ní bohatýr bezhlavě zamiloval. Ten druhého dne vpadl do jejího domu a vyhnal Marinčina milence draka Zmeje Goryniče, čarodějka jej poté proměnila ve zlatorohého tura či šerého vlka.
Následný půlrok nebylo o Dobryňovi vidu ani slechu, až jednoho večera se při knížecí hostině začala Marinka vychloubat tím co provedla. Mezi hosty byla i hrdinova matka Afimja Alexandrovna a její přítelkyně a čarodějka Anna Ivanovna, která Marinku napadla a vyhrožovala ji, že ji promění ve fenu. Marinka se tedy proměnila ve vlaštovku a odletěla do stepi za proměněným Dobryňou a nabídla mu, že mu vrátí pravou podobu, pokud se s ní ožení. Bohatýr souhlasil, ale svatba se nekonala po křesťanském způsobu, ale jako jakási parodie na pohanský obřad – dvojice spolu třikrát obešla vrbu. Poté Dobryňa na Marince uplatnil svou „manželskou autoritu“ a připravil jí o údy, kterými objímala draka a hlavu a jazyk, které užívala při svých kouzlech.
Někteří badatelé, například Rovinskij, považují tuto bylinu za vzniklou až v 17. století a že Marinku za lidovým obram Mariny Mniszkové, manželky cara Lžidimitrije I., o které se věřilo že byla čarodějkou a její okázalý katolicismus mohl být chápán jako bezbožnost. Další motivy této byliny pak považovali za převzaté z jiných zdrojů, například motiv střílení holubů z apokryfu o Davidovi a Virsavii. Původ jména Marinka v Marině Mniszkové považuje za možné i Orest Miller, ale s ohledem na pohádkový ráz tohoto příběhu a analogii v podání o Nartu Uryzmegovi a jeho milence Uastyrdži z osetského Nartského eposu, v řeckém podání o Odysseovi a Kirké a v některých židovských apokryfech je pravděpodobné že jde o vyprávění mnohem starší.
Máchal

## Dobryňa a poljanice
Podle další byliny Dobryňa po konečné porážce draka při návratu do Kyjeva narazil na poljanici – obryni, kterou nedokázal porazit a ta si jej nakonec strčila do kapsy a vynutila si na něm slib, aby se s ní oženil, který Dobryňa dodržel. Orest Miller tuto poljanici srovnává s Brunhildou přemoženou Siegfriedem, zatímco jiní badatelé, jako M. J. Chalanskij nebo Vševolod Miller, poukazují na shodu mezi obryní a emegenami z Nartského eposu.

## Dobryňa a jeho žena
V jiném příběhu Dobryňa krátce po svatbě s mladou ženou Nastasjou odjíždí na příkaz knížete Vladimíra k mongolskému chánovi. Své manželce uložil, aby na něj čekala šest či dvanáct let a pokud se do té doby nevrátí, aby si vzala jakéhokoliv muže chce, kromě Aljoši Popoviče. Poté, co lhůta uplynula, navštívil ženu Aljoša, tvrdil, že viděl mrtvé tělo jejího muže, a počal se jí dvořit. I díky naléhání knížete a kněžny se Nastasja nakonec podvolila a konala se stavba. Dobryňa prodlévající v Cařihradu se o těchto událostech dozvěděl a ihned se vydal do Kyjeva, kde v přestrojení pronikl na svatbu. Když jej Nastasja poznala, padla mu k nohám a prosila jej za odpuštění porušení slibu. Dobryňa chtěl nakonec zabít Aljošu, ale toho zachránil Ilja Muromec a nakonec oba bohatýry smířil.
I v tomto případě se jedná o syžet, který se často objevuje i mimo kontext bylin. Především jako pohádkový příběh se objevuje po celém světě, kromě toho je spojován například s Karlem Velikým, Bruncvíkem či Jindřichem Lvem. Jan Máchal ve shodě Vševolodem Millerem považuje za nejbližší turecké podání o Ašikovi-Keribovi, přičemž jeden z příběhů je nejspíše kopií druhého.